# Beauftragter der Bundesregierung gegen Antiziganismus und für das Leben der Sinti und Roma in Deutschland
Das Amt des Beauftragten der Bundesregierung gegen Antiziganismus und für das Leben der Sinti und Roma in Deutschland (häufig kurz Antiziganismusbeauftragter der Bundesregierung) ist im Bundesministerium für Bildung, Familie, Senioren, Frauen und Jugend angesiedelt. Die Schaffung des Postens war Teil des Koalitionsvertrag der 20. Wahlperiode des Bundestages. Aufgabe des Beauftragten ist die Koordination der Maßnahmen der Bundesregierung gegen Antiziganismus sowie die Weiterentwicklung und Umsetzung der Nationalen Strategie „Antiziganismus bekämpfen, Teilhabe sichern!“. Der Antiziganismusbeauftragte ist zudem zentraler Ansprechpartner der Bundesregierung für die Communities der Sinti und Roma in Deutschland.
Von März 2022 bis Mai 2025 hatte Mehmet Daimagüler das Amt inne. Seit Juli 2025 ist Michael Brand Antiziganismusbeauftragter der Bundesregierung.
Die Berufung eines Antiziganismus-Beauftragten wurde in den Medien als Signal der Regierung gegen Diskriminierung, Ausgrenzung und Anfeindung von Sinti und Roma aufgefasst.